# Jarvis (Name)
Jarvis ist ein englischer weiblicher und männlicher Vorname sowie ein Familienname.

## Namensträger

### Vorname
- Jarvis Cocker (* 1963), britischer Musiker
- Jarvis Landry (* 1992), US-amerikanischer American-Football-Spieler
- Jarvis Scott (1947–2017), US-amerikanische Sprinterin
- Jarvis Tyner (* 1941), US-amerikanischer Politiker
- Jarvis Walker (* 1966), US-amerikanischer Basketballspieler

### Familienname
- Aaron Jarvis (* 1986), walisischer Rugby-Union-Spieler
- Affie Jarvis (1860–1933), australischer Cricketspieler
- Ann Maria Reeves Jarvis (1832–1905), US-amerikanische „Mutter des Muttertages“
- Anna Marie Jarvis (1864–1948), US-amerikanische Begründerin des Muttertages
- Bud Jarvis (James Alexander Jarvis; 1907–1983), kanadischer Eishockeyspieler
- Calum Jarvis (* 1992), britischer Schwimmer
- Clifford Jarvis (1941–1999), US-amerikanischer Jazzmusiker
- Cosmo Jarvis (* 1989), britischer Filmemacher und Singer-Songwriter
- Doug Jarvis (* 1955), kanadischer Eishockeyspieler und -trainer
- Edward Jarvis (1803–1884), US-amerikanischer Mediziner
- Eugene Jarvis (* 1955), US-amerikanischer Programmierer
- Felton Jarvis (1934–1981), US-amerikanischer Musikproduzent und Sänger
- Frank Jarvis (1878–1933), US-amerikanischer Leichtathlet
- Graham Jarvis (1930–2003), kanadischer Schauspieler
- Gregory Bruce Jarvis (1944–1986), US-amerikanischer Astronaut
- Harold Jarvis (1864–1924), kanadischer Sänger
- Jack Jarvis (Pferdetrainer) (1997–1968), britischer Pferdetrainer
- Jack Jarvis (Cricketspieler) (* 2003), schottischer Cricketspieler
- Jane Jarvis (1915–2010), US-amerikanische Musikerin und Komponistin
- Jared Jarvis (Leichtathlet) (* 1994), antiguanischer Sprinter
- Jared Jarvis (Volleyballspieler) (* 1995), kanadischer Volleyballspieler
- Jeff Jarvis (* 1954), US-amerikanischer Journalist
- John Jarvis (Szenenbildner), britischer Artdirector und Szenenbildner
- John Jarvis (Filmeditor) (1932–2011), britischer Filmeditor
- John Arthur Jarvis (1872–1933), englischer Wassersportler
- John Wesley Jarvis (1780–1840), US-amerikanischer Maler
- Katie Jarvis (* 1991), britische Schauspielerin
- Kirae Jarvis (* 1993), Fußballspieler von St. Kitts und Nevis
- Leonard Jarvis (1781–1854), US-amerikanischer Politiker
- Lucy Jarvis (1917–2020), US-amerikanische Fernseh- und Filmproduzentin
- Martin Jarvis (* 1941), britischer Schauspieler
- Matt Jarvis (Pokerspieler) (Matthew Jarvis; * 1984), kanadischer Pokerspieler
- Matt Jarvis (Fußballspieler) (Matthew Thomas Jarvis; * 1986), englischer Fußballspieler
- Michael Jarvis (1938–2011), britischer Pferdetrainer
- Nathaniel Jarvis (Nathaniel Stephen Jarvis, * 1991), walisisch-antiguanischer Fußballspieler
- Nicky Jarvis (* 1954), englischer Tischtennisspieler
- Oliver Jarvis (* 1984), britischer Rennfahrer
- Rebecca Jarvis (* 1981), amerikanische Journalistin und Investmentbankerin
- Rob Jarvis (* 1965), britischer Fernseh- und Filmschauspieler
- Robbie Jarvis (* 1986), britischer Schauspieler
- Robert Jarvis (* 1963), britischer Improvisationsmusiker
- Thomas Jordan Jarvis (1836–1915), US-amerikanischer Politiker
- Tom Jarvis (* 1999), englischer Tischtennisspieler
- Wes Jarvis (Wesley Herbert Jarvis; * 1958), kanadischer Eishockeyspieler
- William H. Jarvis (1930–2016), kanadischer Politiker